# هانا جونز
هانا جونز (بالإنجليزية: Hannah Jones)‏ هي لاعبة سنوكر بريطانية، ولدت في 2 سبتمبر 1996 في كارديف في المملكة المتحدة.